# Olympische Winterspiele 1992/Teilnehmer (Irland)
| Gelbes Symbol für Goldmedaillen mit stilisierten Olympischen Ringen | Graues Symbol für Silbermedaillen mit stilisierten Olympischen Ringen | Braundes Symbol für Bronzemedaillen mit stilisierten Olympischen Ringen |
| ------------------------------------------------------------------- | --------------------------------------------------------------------- | ----------------------------------------------------------------------- |
| —                                                                   | —                                                                     | —                                                                       |

Irland nahm an den Olympischen Winterspielen 1992 im französischen Albertville mit vier Athleten in einer Sportart teil.
Es war die erste Teilnahme Irlands an Olympischen Winterspielen.

## Bob
Herren
- Irland I (Patrick McDonagh / Terry McHugh)
Zweierbob: 32. Platz

- Irland II (Gerry Macken / Malachy Sheridan)
Zweierbob: 38. Platz